# Ллойд, Эмили
Э́мили Ллойд-Пак (англ. Emily Lloyd Pack; 29 сентября 1970, Лондон, Англия, Великобритания) — английская актриса.

## Биография
Эмили Ллойд-Пак родилась 29 сентября 1970 года в Лондоне (Англия, Великобритания) в семье актёров Роджера Ллойда-Пака (1944—2014) и Шейлы Хьюз (в девичестве Лэйден), которые были женаты в 1967—1972 года. У Эмили есть три младших сводных брата по отцу от его второго брака с Джехан Маркэм: Спенсер Ллойд-Пак (род.1981), Хартли Ллойд-Пак и Луи Ллойд-Пак.

## Карьера
Эмили дебютировала в кино в 1987 году, сыграв роль Линды Мэнселл в фильме «Хочу, чтобы ты был здесь», за роль которой она получила премии «Evening Standard British Film Awards» и «National Society of Film Critics Awards» (1988) в номинации «Лучшая актриса». Всего Ллойд сыграла в 23-х фильмах и телесериалах.
В мае 2013 года Эмили выпустила автобиографию «Хочу быть там», в которой описала свою карьеру и борьбу с психическими расстройствами.

## Личная жизнь

### Отношения
Эмили состоит в фактическом браке с Кристианом Джаппом. У пары есть дочь — Эррэйбелл Джапп (род. в октябре 2014).

### Проблемы со здоровьем
Эмили страдает обсессивно-компульсивным расстройством, которое обострилось в конце 1990-х—начале 2000-х годов, что привело к спаду её кинокарьеры.
В 2009 году Эмили призналась, что она также страдает лёгкой шизофренией, синдромом дефицита внимания, синдромом Туретта и хронической бессонницей.

## Избранная фильмография
| Год  |    | Русское название              | Оригинальное название                 | Роль                             |
| ---- | -- | ----------------------------- | ------------------------------------- | -------------------------------- |
| 1987 | ф  | Хочу, чтобы ты был здесь      | Wish You Were Here                    | Линда Мэнселл                    |
| 1989 | ф  | Плюшка                        | Cookie                                | Кармела «Плюшка» Волтекки        |
| 1989 | ф  | Страна                        | In Country                            | Саманта Хьюз                     |
| 1992 | ф  | Там, где течёт река           | A River Runs Through It               | Джесси Бёрнс                     |
| 1995 | ф  | Сто и одна ночь Симона Синема | Les cent et une nuits de Simon Cinéma | голливудская актриса немого кино |
| 1997 | ф  | Добро пожаловать в Сараево    | Welcome to Sarajevo                   | Энни МакДжи                      |
| 1998 | ф  | Буги бой                      | Boogie Boy                            | Хестер                           |
| 2003 | тф | Боги речного мира             | Riverworld                            | Элис Лиделл Харгривз             |